# Ocas
Ocas é uma revista publicada no Brasil pela ONG Organização Civil de Ação Social e venida exclusivamente por moradores de rua do Rio de Janeiro e São Paulo.

## Histórico
A revista foi inspirada por publicações semelhantes existentes no Reino Unido (The Big Issue) e nos Estados Unidos (Street News). Os cinco primeiros números foram fornecidos gratuitamente aos vendedores cadastrados, que ficaram com o valor total das suas vendas. A partir da sexta edição, o faturamento passou a ser dividido, cabendo R$ 1,50 para o vendedor e R$ 0,50 para a ONG. 
O primeiro número teve dez páginas de anúncios publicitários, sete deles da loja de roupas M. Officer. A tiragem inicial foi de 20 mil exemplares (15 mil em São Paulo e 5 mil no Rio de Janeiro), distribuídos para 75 vendedores. Em 2006, com a perda dos patrocínios (à exceção da cessão de papel pela Votorantim Papel e Celulose), esses números tinham caído para uma média de 8 mil exemplares e 35 vendedores em São Paulo. Além disso, a publicação passou de mensal para bimestral.
Entre 2010 e 2012, a revista conseguiu reforçar suas finanças com recursos de editais do Ministério da Cultura voltados para Pontos de Mídia Livre e Pontos de Cultura. Em 2015, contou com patrocínio da Coca-Cola.

## Características
A primeira edição foi inteiramente produzida por jornalistas profissionais. Depois disso, moradores de rua passaram a escrever suas contribuições para a revista, especialmente na seção "Cabeça sem teto", com depoimentos em primeira pessoa. Nas reportagens, o tom é geralmente de denúncia da exclusão social e do descaso das autoridades em relação à população de rua.
Entre os termas abordados estão as descrições de grupos marginalizados, erradicação da pobreza, Fórum Social Mundial, consumo consciente, escravidão agrária e sexual, violência, discriminação racial e social e as UPPs no Rio de Janeiro